# Jethro Pugh
Jethro Pugh (Windsor, 3 de julho de 1944 — Dallas, 7 de janeiro de 2015) foi um ex-jogador profissional de futebol americano estadunidense.

## Carreira
Jethro Pugh foi campeão da temporada de 1977 da National Football League jogando pelo Dallas Cowboys.